# Нина (тайфун, 1975)

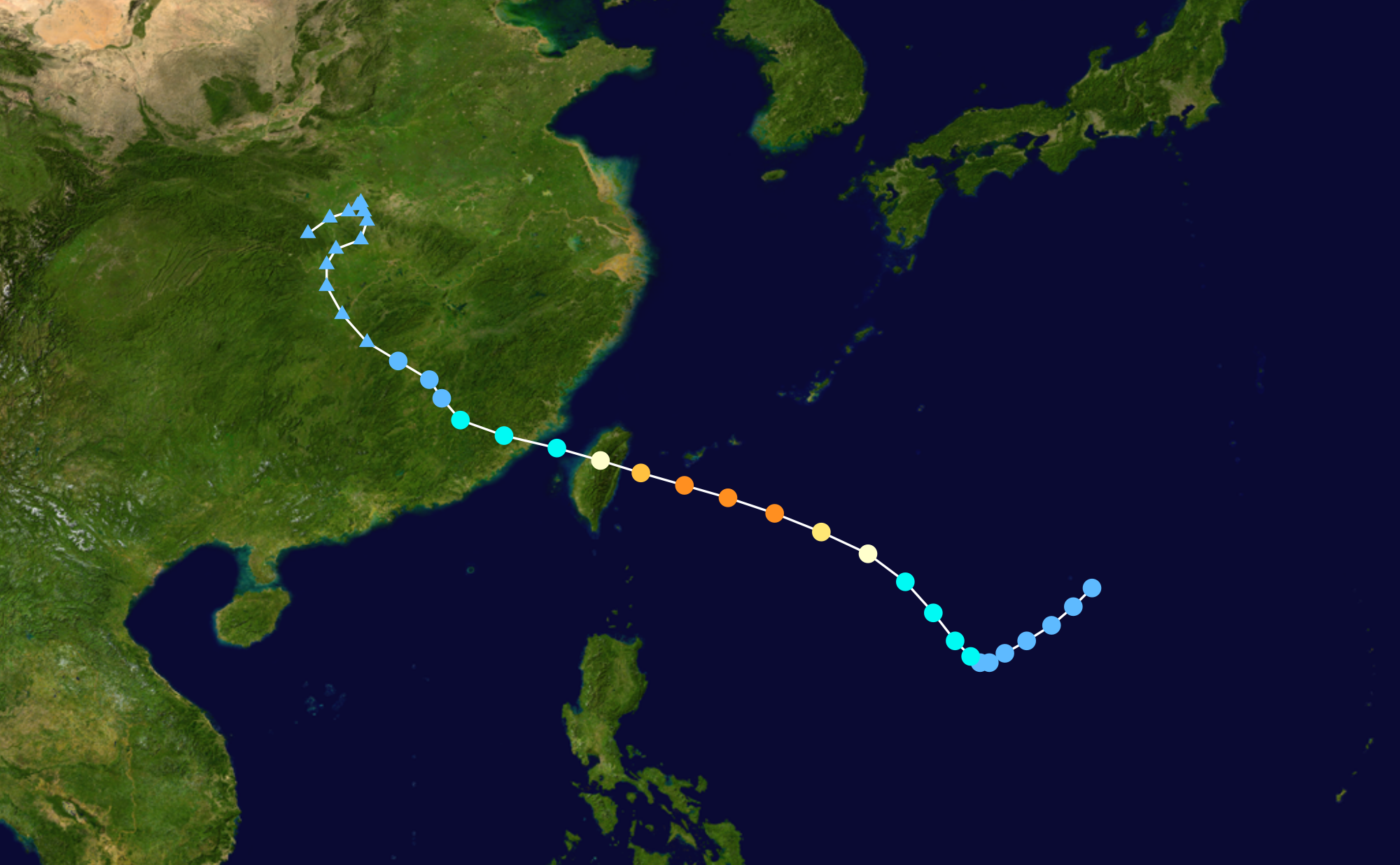
Путь тайфуна

Тайфун (супертайфун) Нина (англ. Super Typhoon Nina, международное обозначение 7503, обозначение JTWC: 04W) — короткоживущий, но интенсивный тропический циклон, вызвавший катастрофические разрушения и жертвы в Китае вследствие разрушения дамбы Баньцяо и нескольких других дамб.
Тайфун сформировался в Филиппинском море 31 июля 1975 года, позже переместился на северо-запад. Наиболее обильны осадки были в течение 3-дневного периода с 5 по 7 августа 1975 года. Полностью распался 8 августа 1975 года. Проливные дожди охватили южную часть провинции Хэнань и север провинции Хубэй в Китае. За 6 часов на метеостанции Линчжуан было зарегистрировано 830 мм осадков. Было затоплено около 1 млн гектаров земель сельскохозяйственного назначения. От наводнений, вызванных проливными дождями погибло 26000 человек и около 10 миллионов человек остались без крова. От голода и болезней после наводнения погибло ещё около 100 тыс. человек. Материальный ущерб оценён 6,7 млрд. долларов США.